# Matteo Tagliariol
Matteo Tagliariol (Treviso, 1983. január 7. –) olimpiai bajnok olasz párbajtőrvívó.